# Тананаев, Пётр Николаевич
Пётр Николаевич Тананаев (1914—1981) — майор Советской Армии, участник Великой Отечественной войны, Герой Советского Союза (1946).

## Биография
Пётр Тананаев родился 22 июля 1914 года в деревне Плоское (ныне — Пристенский район Курской области). Окончил один курс Курского педагогического института. В 1934 году Тананаев был призван на службу в Рабоче-крестьянскую Красную Армию. В 1937 году он окончил Качинскую военную авиационную школу лётчиков. С мая 1942 года — на фронтах Великой Отечественной войны.
К маю 1945 года гвардии майор Пётр Тананаев командовал эскадрильей 20-го гвардейского бомбардировочного авиаполка 13-й гвардейской бомбардировочной авиадивизии 2-го гвардейского бомбардировочного авиакорпуса 18-й Воздушной армии. За время своего участия в боях он совершил 243 боевых вылетов на бомбардировку важных объектов военно-промышленного комплекса противника в его глубоком тылу.
Указом Президиума Верховного Совета СССР от 15 мая 1946 года за «образцовое выполнение боевых заданий командования по уничтожению военно-промышленных объектов противника и проявленные при этом мужество и героизм» гвардии майор Пётр Тананаев был удостоен высокого звания Героя Советского Союза с вручением ордена Ленина и медали «Золотая Звезда» за номером 8082.
После окончания войны Тананаев продолжил службу в Советской Армии. В 1948 году он окончил курсы усовершенствования офицерского состава ВВС. В 1952 году Тананаев был уволен в запас. Проживал в Киеве. Умер 22 декабря 1981 года, похоронен на Лукьяновском военном кладбище Киева.
Был награждён двумя орденами Ленина, орденами Красного Знамени, Александра Невского, Красной Звезды, медалями.